# Glatter Flötenfisch
Der Glatte Flötenfisch (Fistularia commersonii) ist ein sehr schlanker, langgestreckter Raubfisch, der im Indopazifik von der Ostküste Afrikas bis nach Rapa Iti, der Osterinsel, Mexiko und Panama verbreitet ist. Im Norden erreicht er Südjapan, im Süden die Südküste Australiens, Neuseeland und die Lord-Howe-Insel. Er kommt auch im Roten Meer vor und ist durch den Sueskanal ins Mittelmeer eingewandert (Lessepssche Migration). 

## Merkmale
Der Glatte Flötenfisch kann eine Maximallänge von 1,80 Meter erreichen, bleibt aber für gewöhnlich bei einer Länge von einem Meter. Sein Körper ist zylindrisch und sehr dünn. Er besitzt eine auffällige, lang ausgezogene, röhrenförmige Schnauze. Die Rückenflosse wird von 14 bis 17 Weichstrahlen gestützt, die Afterflosse von 14 bis 16. Die Schwanzflosse läuft in einem langen, weißen Filament aus. Die Anzahl der Branchiostegalstrahlen liegt bei fünf, die der Wirbelzahl bei 83 bis 86, die ersten vier Wirbel sind zusammengewachsen. Die Körperoberseite ist grünlich gefärbt, zu Unterseite verschiebt sich die Färbung immer mehr ins silbrigweiße. Der Rücken wird durch zwei blaue Längsstreifen und einige Reihen von blauen Punkten gemustert. Rücken- und Afterflosse sind transparent. Während der Nacht nimmt der Glatte Flötenfisch eine Nachtfärbung mit schwarzweißen Querstreifen an. 
Er wird oft mit dem Rauen Flötenfisch (Fistularia petimba) verwechselt, der für gewöhnlich in tieferem Wasser lebt, rötlich oder braun-orange gefärbt ist und auf seiner Rückenmitte eine Reihe von Knochenplatten zeigt.

## Lebensweise
Der Glatte Flötenfisch bewohnt Riffe und sandige Areale zwischen Riffen bis zu einer Tiefe von 128 Metern. In Korallenriffen ist er der einzige Flötenfisch. Er meidet Regionen mit sehr starker Strömung und hält sich meist in Bodennähe über Riffkronen auf. Er lebt als Einzelgänger oder in kleinen Schulen und ernährt sich von kleinen Fischen, Krebstieren und Kopffüßern. Glatte Flötenfische verstecken sich in Schwärmen von Friedfischen um sich ihrer Beute zu nähern oder lassen sich bewegungslos wie Treibholz auf ihre Beute zutreiben. Über ihre Fortpflanzungsbiologie ist fast nichts bekannt.

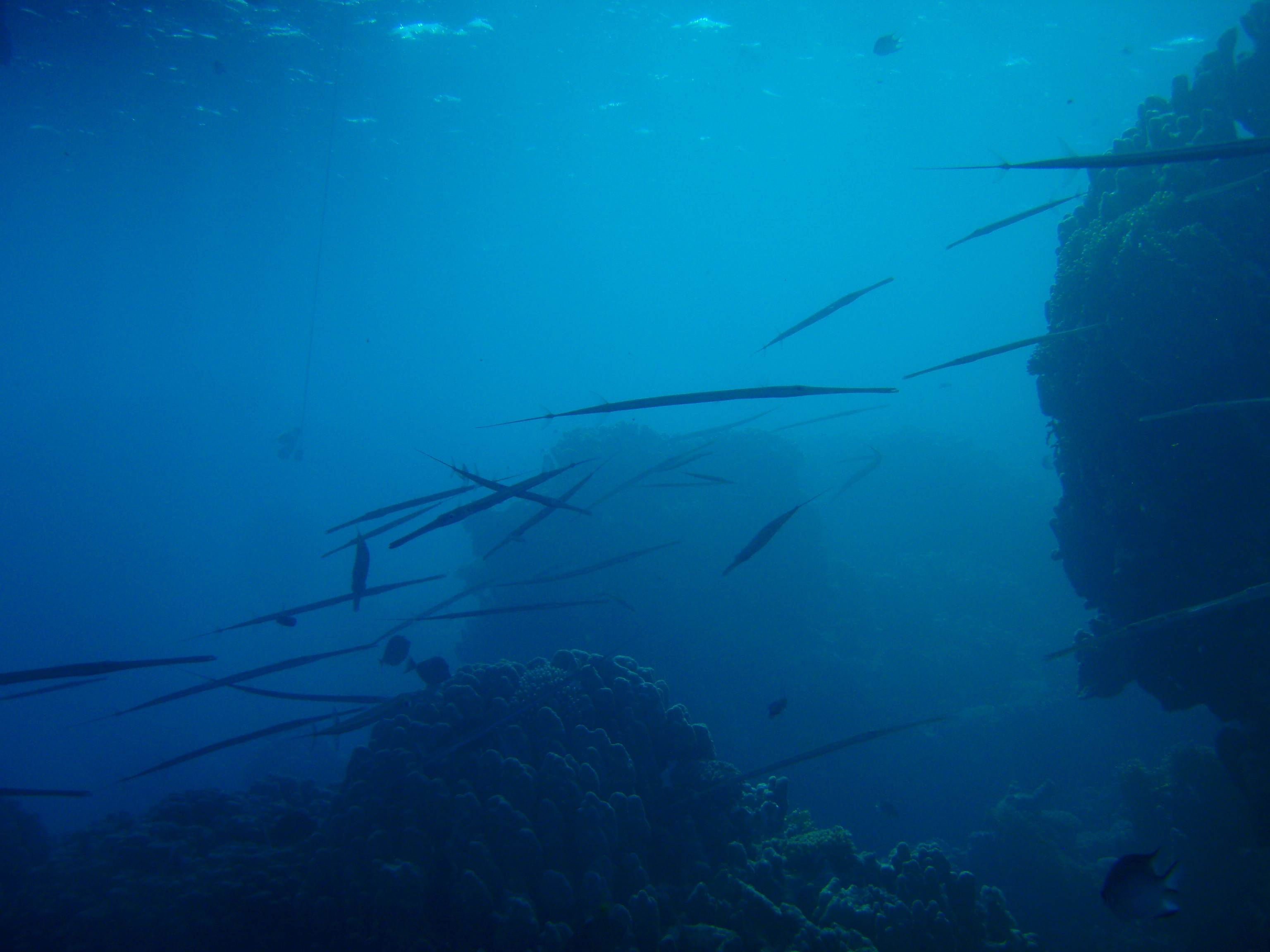
Schwarm von Fistularia commersonii in Ägypten